# Asten
Asten és un municipi de la província del Brabant del Nord, al sud dels Països Baixos. L'1 de gener del 2009 tenia 16.398 habitants repartits sobre una superfície de 71,38 km² (dels quals 1,13 km² corresponen a aigua). Limita al nord amb Helmond i Deurne, a l'oest amb Someren i al sud amb Nederweert i Meijel.

## Centres de població
Asten (13.069 h), Heusden (2394 h), i Ommel (925 h).

## Ajuntament
- CDA 5 regidors
- PGA/PvdA 4 regidors
- Algemeen Belang 3 regidors
- Leefbaar Asten 3 regidors
- VVD 2 regidors

## Agermanaments
- Hattorf am Harz